# Алијанц Парк
Алијанц Парк, који се налази у Лондону престоници Енглеске, је рагби стадион и дом је двоструког шампиона Енглеске рагби тима Сараценс. Први меч у оквиру Премијершипа, Сараценси су одиграли у фебруару 2013., против Ексетера. Овај стадион има капацитет од 10.000 седећих места.